# Sosándra
Sosándra, en grec moderne : Σωσάνδρα, auparavant appelé Prembódista (Πρεμπόδιστα), jusqu'en 1923, est un village du district régional de Pella en Macédoine-Centrale, Grèce. En 2010, il est intégré au sein du dème d'Almopie.
Selon le recensement de 2011, la population du village s'élève à 1 078 habitants.